# Serie A 2000/2001
Soutěžní ročník Serie A 2000/01 byl 99. ročník nejvyšší italské fotbalové ligy a 69. ročník od založení Serie A. Soutěž začala 1. října 2000 a skončila 17. června 2001. Účastnilo se jí opět 18 týmů z toho 14 se kvalifikovalo z minulého ročníku. Poslední čtyři týmy předchozího ročníku, jimiž byli Turín Calcio, AC Benátky, Cagliari Calcio a poslední tým ročníku - FC Piacenza, sestoupily do druhé ligy. Opačným směrem putovali čtyři týmy, jimiž byli Vicenza Calcio (vítěz druhé ligy), Atalanta BC, Brescia Calcio a SSC Neapol.
Titul v soutěži obhajoval tým SS Lazio, který v minulém ročníku získal své 2. prvenství v soutěži.

## Přestupy hráčů
| Jméno             | odkud                    | kam                  |                |
| ----------------- | ------------------------ | -------------------- | -------------- |
| Fernando Redondo  | Real Madrid              | Milán AC             |                |
| Kacha Kaladze     | Dynamo Kyjev             | Milán AC             | přestup v zimě |
| Roberto Ayala     | Milán AC                 | Valencia CF          |                |
| George Weah       | Milán AC                 | Manchester City      |                |
| Gabriel Batistuta | AC Fiorentina            | AS Řím               |                |
| Abel Balbo        | AC Fiorentina            | AS Řím               |                |
| Walter Samuel     | Boca Juniors             | AS Řím               |                |
| Jonathan Zebina   | Cagliari Calcio          | AS Řím               |                |
| Emerson           | Bayer Leverkusen         | AS Řím               |                |
| Robbie Keane      | Coventry City FC         | FC Inter Milán       |                |
| Francisco Farinós | Valencia CF              | FC Inter Milán       |                |
| Hakan Şükür       | Galatasaray SK           | FC Inter Milán       |                |
| Vratislav Greško  | Bayer Leverkusen         | FC Inter Milán       |                |
| Angelo Peruzzi    | FC Inter Milán           | SS Lazio             |                |
| Adrian Mutu       | FC Inter Milán           | Hellas Verona FC     |                |
| Paulo Sousa       | FC Inter Milán           | Panathinaikos Athény |                |
| Roberto Baggio    | FC Inter Milán           | Brescia Calcio       |                |
| Pavel Srniček     | Sheffield Wednesday FC   | Brescia Calcio       |                |
| Savo Milošević    | Real Zaragoza            | AC Parma             |                |
| Sérgio Conceição  | SS Lazio                 | AC Parma             |                |
| Néstor Sensini    | SS Lazio                 | AC Parma             |                |
| Johan Micoud      | FC Girondins de Bordeaux | AC Parma             |                |
| Hernán Crespo     | AC Parma                 | SS Lazio             |                |
| Dino Baggio       | AC Parma                 | SS Lazio             |                |
| Claudio López     | Valencia CF              | SS Lazio             |                |
| Karel Poborský    | Benfica Lisabon          | SS Lazio             |                |
| Alen Bokšić       | SS Lazio                 | Middlesbrough        |                |
| Ariel Ortega      | AC Parma                 | River Plate          |                |
| Mauro Camoranesi  | Cruz Azul                | Hellas Verona FC     |                |
| Nuno Gomes        | Benfica Lisabon          | AC Fiorentina        |                |
| Jörg Heinrich     | AC Fiorentina            | Borussia Dortmund    |                |
| David Trezeguet   | AS Monaco                | Juventus FC          |                |
| Mirko Vučinić     | FK Sutjeska Nikšić       | US Lecce             |                |
| Kennet Andersson  | Bologna FC 1909          | Fenerbahçe SK        |                |
| Martin Jiránek    | Slovan Liberec           | Reggina Calcio       |                |
| Luca Toni         | FC Treviso               | Vicenza Calcio       |                |

## Složení ligy v tomto ročníku
| Klub             | Město              | Stadión                 | Kapacita | Trenér                                                                    | 1999/00          |
| ---------------- | ------------------ | ----------------------- | -------- | ------------------------------------------------------------------------- | ---------------- |
| AS Bari          | Bari               | San Nicola              | 58 270   | Eugenio Fascetti (do 28. kola) Arcangelo Sciannimanico                    | 14.              |
| Atalanta BC      | Bergamo            | Atleti Azzurri d'Italia | 21 300   | Giovanni Vavassori                                                        | Serie B          |
| Brescia Calcio   | Brescia            | Mario Rigamonti         | 20 550   | Carlo Mazzone                                                             | Serie B          |
| Bologna FC 1909  | Bologna            | Renato Dall'Ara         | 36 462   | Francesco Guidolin                                                        | 11.              |
| AC Fiorentina    | Florencie          | Artemio Franchi         | 46 366   | Fatih Terim (do 20. kola) Luciano Chiarugi (do 21. kola) Roberto Mancini  | 7.               |
| US Lecce         | Lecce              | Via del Mare            | 33 876   | Alberto Cavasin                                                           | 13.              |
| Milán AC         | Milán              | Giuseppe Meazza         | 82 955   | Alberto Zaccheroni (do 22. kola) Cesare Maldini + Mauro Tassotti          | Bronzová medaile |
| FC Inter Milán   | Milán              | Giuseppe Meazza         | 82 955   | Marcello Lippi (do 1. kola) Marco Tardelli                                | 4.               |
| SSC Neapol       | Neapol             | San Paolo               | 60 240   | Zdeněk Zeman (do 6. kola) Emiliano Mondonico                              | Serie B          |
| AC Parma         | Parma              | Ennio Tardini           | 27 906   | Alberto Malesani (do 13. kola) Arrigo Sacchi (do 16. kola) Renzo Ulivieri | 5.               |
| AC Perugia       | Perugia            | Renato Curi             | 23 625   | Serse Cosmi                                                               | 10.              |
| Reggina Calcio   | Reggio di Calabria | Oreste Granillo         | 27 543   | Franco Colomba                                                            | 12.              |
| AS Řím           | Řím                | Olimpico                | 82 307   | Fabio Capello                                                             | 6.               |
| SS Lazio         | Řím                | Olimpico                | 82 307   | Sven-Göran Eriksson (do 13. kola) Dino Zoff                               |                  |
| Juventus FC      | Turín              | Delle Alpi              | 69 041   | Carlo Ancelotti                                                           | Stříbrná medaile |
| Udinese Calcio   | Udine              | Friuli                  | 41 652   | Luigi De Canio (do 23. kola) Luciano Spalletti                            | 8.               |
| Hellas Verona FC | Verona             | Marcantonio Bentegodi   | 39 371   | Attilio Perotti                                                           | 9.               |
| Vicenza Calcio   | Vicenza            | Romeo Menti             | 13 173   | Edoardo Reja                                                              | Serie B          |

## Tabulka
| Poř. | Tým                | Z  | V  | R  | P  | VG | OG | B  |
| ---- | ------------------ | -- | -- | -- | -- | -- | -- | -- |
| 1.   | AS Řím             | 34 | 22 | 9  | 3  | 68 | 31 | 75 |
| 2.   | Juventus FC        | 34 | 21 | 10 | 3  | 61 | 27 | 73 |
| 3.   | SS Lazio           | 34 | 21 | 6  | 7  | 65 | 36 | 69 |
| 4.   | AC Parma           | 34 | 16 | 8  | 10 | 51 | 26 | 56 |
| 5.   | FC Inter Milán     | 34 | 14 | 9  | 11 | 47 | 47 | 51 |
| 6.   | Milán AC           | 34 | 12 | 13 | 9  | 56 | 47 | 49 |
| 7.   | Atalanta BC        | 34 | 10 | 14 | 10 | 38 | 34 | 44 |
| 8.   | Brescia Calcio     | 34 | 10 | 14 | 10 | 44 | 41 | 44 |
| 9.   | AC Fiorentina      | 34 | 10 | 13 | 11 | 53 | 52 | 43 |
| 10.  | Bologna FC 1909    | 34 | 11 | 10 | 13 | 48 | 53 | 43 |
| 11.  | AC Perugia         | 34 | 10 | 12 | 12 | 49 | 53 | 42 |
| 12.  | Udinese Calcio     | 34 | 11 | 5  | 18 | 49 | 59 | 38 |
| 13.  | US Lecce           | 34 | 8  | 13 | 13 | 40 | 54 | 37 |
| 14.  | Hellas Verona FC 1 | 34 | 10 | 7  | 17 | 40 | 59 | 37 |
| 15.  | Reggina Calcio 1   | 34 | 11 | 6  | 17 | 41 | 53 | 37 |
| 16.  | Vicenza Calcio     | 34 | 10 | 7  | 17 | 32 | 49 | 36 |
| 17.  | SSC Napoli         | 34 | 8  | 12 | 14 | 35 | 50 | 36 |
| 18.  | AS Bari            | 34 | 5  | 5  | 24 | 30 | 65 | 20 |

Poznámky
- Z = Odehrané zápasy; V = Vítězství; R = Remízy; P = Prohry; VG = Vstřelené góly; OG = Obdržené góly; B = Body
- klub AC Fiorentina hrál Pohár UEFA protože vyhrál domácí pohár.
- 1  Hellas Verona FC a Reggina Calcio sehráli dvě utkání (1:0 a 1:2) o setrvání v soutěži.

|  | Mistr ligy a Přímý postup do Ligy mistrů 2001/02 |
|  | Přímý postup do Ligy mistrů 2001/02              |
|  | Postup do 3. předkola Ligy mistrů 2001/02        |
|  | Přímý postup do 1. kola Poháru UEFA 2001/02      |
|  | Sestup do Serie B 2001/02                        |

## Střelecká listina
.

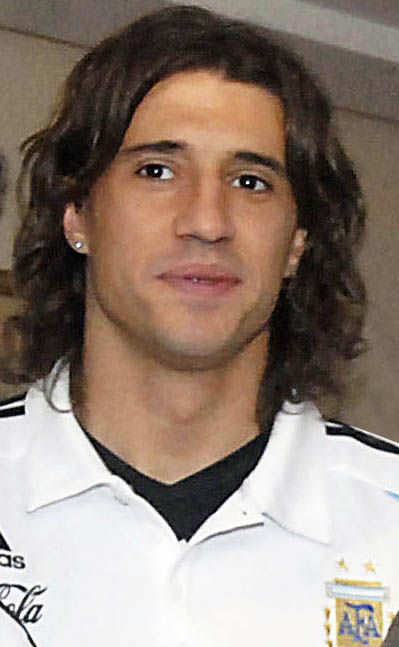
Nejlepší střelec Serie A 2000/01 - Hernán Crespo

Nejlepším střelcem tohoto ročníku Serie A se stal argentinský útočník Hernán Crespo. Hráč SS Lazio vstřelil 26 branek.
| P.  | Nár       | Hráč              | Tým             | Branky |
| --- | --------- | ----------------- | --------------- | ------ |
| 1.  | Argentina | Hernán Crespo     | SS Lazio        | 26     |
| 2.  | Ukrajina  | Andrij Ševčenko   | Milán AC        | 24     |
| 3.  | Itálie    | Enrico Chiesa     | AC Fiorentina   | 22     |
| 4.  | Argentina | Gabriel Batistuta | AS Řím          | 20     |
| 5.  | Itálie    | Christian Vieri   | FC Inter Milán  | 18     |
| 6.  | Itálie    | Dario Hübner      | Brescia Calcio  | 17     |
| 7.  | Itálie    | Giuseppe Signori  | Bologna FC 1909 | 15     |
| 7.  | Itálie    | Marco Di Vaio     | AC Parma        | 15     |
| 7.  | Argentina | Roberto Sosa      | Udinese Calcio  | 15     |
| 10. | Francie   | David Trezeguet   | Juventus FC     | 14     |

## Vítěz
| Serie A 2000/01 AS Řím (3. titul) |